# Крижате
Крижате (словен. Križate) — поселення в общині Моравче, Осреднєсловенський регіон, Словенія. 
Висота над рівнем моря: 453 м.